# ななどなどなど
『ななどなどなど』（“nanado nado nado” humanoid 7D-O and her friends.）は、宇崎うそによる日本の4コマ漫画。『まんがタイムきららMAX』（芳文社）にて、2019年2月号から4月号までゲスト掲載後、同年6月号より連載中。

## あらすじ
初等部時代の振る舞いから「陰キャ姫」のあだ名をつけられ、中等部3年間を引きこもりとして過ごしたお嬢様・玉村小町。高等部に進学してからも不登校を続ける彼女の元にある日、妹の茶々から交友用ヒューマノイド「ななど」が送り届けられる。ななどの手によって久しぶりの登校を果たした小町はクラスメイトの吉岡るる、高山萌らと出会い、不平不満を漏らしながらも再び学校生活を送り始めるのだった。

## 登場人物
主要な登場人物の苗字は群馬県の地名からとられている。

### 主要な人物
玉村 小町（たまむら こまち）
誕生日:10月9日
本作の主人公。玉村家三姉妹の次女。手羽崎学園高等部1年2組→2年1組。何らかの理由で玉村家の本邸に住むことを認められておらず、ななど・ばあやと別邸で暮らしている。初等部時代、気高さを履き違えた振る舞いによって「陰キャ姫」のあだ名を付けられると共に周囲から孤立し、中等部の3年間を引きこもりとして過ごしていた。高等部1年の春、ななどによって半ば強制的に連れ出された学校でゲームアプリをきっかけにるると友人になり、以降、渋々という形ながらも復学を果たす。性格はプライドが高く、見知った間柄の相手に対しては尊大な態度を見せる一方で、馴染みのない場所や相手には途端に弱腰になる内弁慶。生粋のお嬢様育ちであるがゆえの世間知らずと引きこもり時代にインターネットで得た知識によって、ゲームセンターやカラオケなど、世の中の多くの物事に対してネガティブな偏見を抱いている。3年間のブランクの影響もあり、勉強やスポーツは全くと言っていいほど不得手。球技大会のクラスTシャツでのキャッチフレーズは「もう陰キャ姫とは呼ばせない！」。
ななど / 7D-O
誕生日:4月8日
小町の不登校を矯正するために茶々から送られてきた交友用ヒューマノイド。手羽崎学園高等部1年2組→2年2組。正式名称は「コード7D-O型」だが、自身で名乗るときを含めて基本的に「ななど」と呼ばれる。性格は明るく楽天的で、物事を深く考えずに行動することも多い。会話や食事など一般的な生活動作については概ね人間と変わりなく行うことができ、作中でもヒューマノイドらしくないと言及される。ヒューマノイド特有の人間離れした身体能力や目からビームを出す機能を持つ一方で、勉学面については他の同級生と比べて特別秀でているわけではない。自身が高性能機器であることには誇りを持っており、初期には小町らの使うスマートフォンに対して敵愾心を覗かせる場面も見られた。クラスTシャツでのキャッチフレーズは「可能性の擬人化」。
吉岡 るる（よしおか るる）
誕生日:3月7日
手羽崎学園高等部1年2組→2年5組。高等部からの編入組。一見すると派手で友達の多そうな外見をしているが、性格は内気で自己評価が低く、他人から話しかけられてもとっさに避けてしまうため交友関係は狭い。実家が近隣のパチンコ好きらの集まる居酒屋を営んでおり、常連客からは勝ち金を小遣いにもらうなど「みんなの孫」として可愛がられて育ってきた。趣味はゲーム全般で、勝負事になると負けず嫌いな一面も覗かせる。特に小町と共通してプレイしているゲームアプリでは全てのカードをコンプリートする廃課金プレイヤーであり、ゲームの話題を通じて小町の復学後初めての友人となった。人付き合いが上手くクラスの人気者である萌のようになりたいと憧れを抱く一方で、彼女が自身に向ける感情には気がついていない。クラスTシャツでのキャッチフレーズは「人間に転生した小動物」。
高山 萌（たかやま もえ）
誕生日:8月26日
手羽崎学園高等部1年2組→2年1組。初等部からのエスカレーター組。誰にでも分け隔てなく接しつつ角を立てない高い社交性と他人を放っておかない面倒見の良さを併せ持ち、勉強・スポーツ・カラオケなど何事もそつなくこなすクラスの中心的優等生。一般的な感性の範囲で虫全般が得意でないことが描写された程度で、苦手や欠点を周囲に見せることがない。他方、小町やななど、優子らにしか知られていない一面として、るるに対する並外れた恋愛感情の持ち主でもあり、そのストーカーにも近い言動は小町から「るるさんガチ勢のヤベー女」とも評される。中等部ではバレー部に所属していたが現在は帰宅部。放課後や休日にクレープ店でアルバイトをしている。クラスTシャツでのキャッチフレーズは「すべてが偏差値65の女」。

### 学校の人物
嶺 優子（みね ゆうこ）
誕生日:5月12日
手羽崎学園高等部1年3組→2年2組。高等部からの編入組。萌とは元バレー部同士の縁で中学時代からの友人。るるとは同じ釜矛中学の出身であるものの、顔見知り程度で特別に仲が良いわけではない。初対面の相手にも無遠慮で裏表のないあけすけな性格をしており、小町いわく「見た目も喋り方もちゃらんぽらん」だが、学業成績は優秀で入学以来常に学年首席となっている。趣味は他人の色恋沙汰を見守ること。美容師の姉・景子（けいこ）がいる。
宮前 このみ（みやまえ このみ）
誕生日:2月14日
手羽崎学園高等部1年3組→2年5組。学園には初等部3年時の僅かな期間在籍した後に転校し、高等部から再び編入してきた。初等部時代、度重なる転校と不器用な性格から友達ができずにいたところを500円で買収され、小町に付き従う「家来」として過ごしていた過去を持つ。高等部で小町と再会してからも当時の「家来」扱いを深く根に持っていたが、自身の誕生日に上述の500円を完済したことで「家来」を卒業した。
中里 美宙（なかさと みひろ）
手羽崎学園高等部2年5組。るるとこのみの2年次のクラスメイト。自身を「みちゅ」の一人称で呼び、周囲からも同じニックネームで呼ばれる。思ったことをそのまま口に出すタイプ。

### その他の人物
ばあや
玉村家の別邸で小町・ななどと3人で暮らし、小町の身の回りの世話や送迎の運転をしている女性。小町が復学してからの様子を誰よりも喜んでいる。趣味はテレビ鑑賞。
玉村 茶々（たまむら ちゃちゃ）
小町の妹で玉村家三姉妹の三女。玉村家本邸に暮らす中学2年生→3年生。中学生にしてななどの製作指揮をとっていた才媛。ななどに不具合が生じた際には遠隔から修復を行い、ごく僅かな時間で直してしまう。性格は概ねフレンドリーであるものの、小町同様の庶民に対する偏見や、自身の製作したヒューマノイドを物と割り切って捉えるドライな一面も持つ。美しさを重要視する芸術家肌でもあり、ななどの外見は自身をモデルとしている。小町に対してはその捻くれた性格を含めて愛情を向けており、小町の社会復帰と本邸への出戻りを目的としてななどを送り届けた。同級生に自身と同水準の学術レベルを持つ、ゆめかという友人がいる。
坂東（ばんどう）/ 8D-O
玉村家本邸で茶々の付き人として活動しているヒューマノイド。人間にどれだけ馴染めるかを実験する意図から玉村家内においても「坂東」の名前で呼ばれ、ヒューマノイドであることも一部の人物にしか知らされていない。ななどとは同じ試作機を元に作られた姉妹機にあたり、交友用として作られたななどに対して利便性を追求して製作されている。ななどが持たない計算・データ処理機能や家事機能を備える一方で、表情の変化に乏しく、デザインセンスにも課題を持つ。
小町の姉
玉村家三姉妹の長女。その美しく気高い振る舞いは周囲から敬愛され、初等部時代の小町にとっての憧れの存在だった。
るるの母
名前は留美（るみ）。「テレビの中の人みたい」とも言われる美人。娘同様の勝負師気質。
るるの父
家業として居酒屋を営んでいる。

## 舞台・用語
地名・施設名には基本的に架空のものが用いられるが、ハロウィンシーズンに県民の日を迎える北関東の地域を舞台としている。
手羽崎学園女子高等学校
小町やななどらの通う私立の女子校。地元での通称は「テバジョ」。手羽崎学園大学の付属校で、高等部と同一敷地内に中等部が、幼稚舎と初等部、大学が別の場所に存在する。優子ら学費が免除された特待生もいるが、エスカレーター組を中心に裕福な家庭に暮らす生徒が多い。玉村家からは多額の寄付を受けている。

## 書誌情報
- 宇崎うそ『ななどなどなど』芳文社〈まんがタイムKRコミックス〉、既刊4巻（2024年12月25日現在）[3]
  1. 2020年3月27日発売、ISBN 978-4-8322-7182-1
  2. 2021年4月27日発売、ISBN 978-4-8322-7271-2
  3. 2022年7月27日発売、ISBN 978-4-8322-7381-8
  4. 2024年12月25日発売、ISBN 978-4-8322-9596-4